# Unidades municipales de Grecia

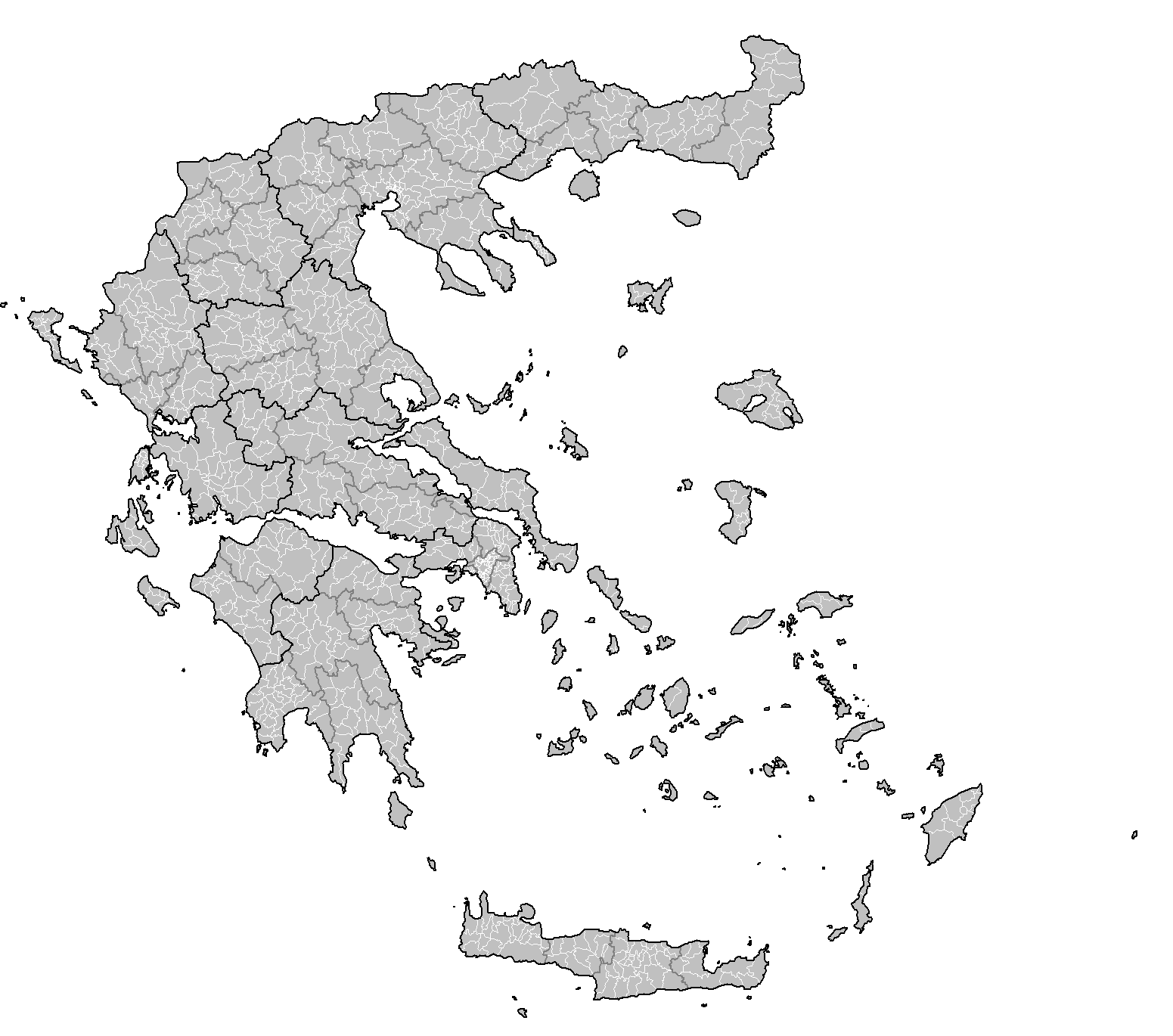
Mapa de los municipios de Grecia.

En Grecia, las unidades municipales son una designación del gobierno local introducido en 2010 con el Programa Kallikratis y describe la subdivisión territorial básica de un municipio ampliado creado bajo el programa.
Geográficamente las unidades municipales se identifican con los territorios de autogobierno local los cuales fueron fusionados. Por ejemplo, el nuevo municipio de Zitsa se divide en las unidades municipales de Ekali, Evrymeno, Zitsa, Molosson y Pasaronos, que corresponden a los cinco municipios abolidos por el Programa Kapodistrias.
Administrativamente no son una institución autónoma ni cuentan con su propio consejo, pero en una o más unidades se puede nombrar un teniente de alcalde (por decisión del alcalde), quien tendrá cualquier autoridad que se le transfiera para la unidad municipal específica (artículo 59, apartado 4).

## Subdivisiones
Las unidades municipales se subdividen en comunidades municipales, que corresponden a los antiguos departamentos municipales (del programa Kapodistrias) de los municipios fusionados o que se refieren a concentraciones de población mayores (antiguos departamentos municipales o asentamientos de más de 2.000 habitantes). Hasta el 1 de septiembre de 2019 estuvo dividido en comunidades municipales y locales .